# Ġayn
Ġayn (in arabo غين‎? /ɣæjn/) è la diciannovesima lettera dell'alfabeto arabo. Nella numerazione abjad essa assume il valore 1000 nella variante orientale e 900 in quella occidentale, propria delle regioni del Maghreb.

## Origine
Ġayn è una delle sei lettere dell'alfabeto arabo che rappresentano delle versioni diverse di altre lettere. Questo fu dovuto al fatto che le 22 lettere originarie (derivanti dagli alfabeti nabateo o siriaco, a seconda delle interpretazioni) non erano sufficienti a rappresentare tutti i fonemi della parlata araba.
Essa rappresenta una diversa versione della lettera ʿayn.

## Fonetica
Foneticamente corrisponde alla fricativa uvulare sonora ([ʁ]) o alla fricativa velare sonora ([ɣ]). Questi due foni sono allofoni nella lingua araba.

## Scrittura e traslitterazione
Graficamente si distingue dalla lettera ʿayn esclusivamente per il punto che la sovrasta.
Ġayn viene scritta in varie forme in funzione della sua posizione all'interno di una parola:
| Forma isolata | Forma finale | Forma intermedia | Forma iniziale |
| ﻍ             | ـغ…          | …ـغـ…            | …غـ            |

Nella traslitterazione dall'arabo scientifica è comunemente associata a ġ, ma è comune trovarla anche come gh. A volte, soprattutto in ambito delle varianti dialettali di arabo, oppure per lo stesso suono in lingue diverse ma parlate in paesi arabi (come il tamazight) viene usata "ɣ", che è anche il simbolo (IPA) di tale fonema.

## Sintassi
Ġayn è una lettera lunare. Ciò significa che quando ad una parola che inizia con questa lettera bisogna anteporre l'articolo determinativo (ال alif-lām al), esso non subirà alcuna modifica.